# Tal Dunne
Tal Michael Dunne (in ebraico טל מייקל דאן‎?; Aberystwyth, 25 febbraio 1987) è un cestista gallese con cittadinanza israeliana.

## Palmarès
- FIBA Europe Cup: 1

Ironi Nes Ziona: 2020-21